# Mangkyi
Mangkyi est un village de l'État kachin dans le nord-est de la Birmanie.

## Histoire
Thomas Thornville Cooper s'en approche en 1863.